# 向社会的行動
向社会的行動（こうしゃかいてきこうどう、英: Prosocial behavior）とは、他者や社会全体に利益をもたらす社会的行動のことであり、それらの行動には援助、共有、寄付、協力、ボランティア活動などを含むものである。行為者は他者に利益をもたらすことを意図している場合もそうでない場合もあり、その行動の向社会的な利益は事後的にしか計算できないことが多い（例えば、誰かが「良いことをしよう」と意図しても、その影響が破滅的な場合がある）。規則に従うことや社会的に受け入れられる行動（「止まれ」の標識で停止することや食料品の支払いをすることなど）も向社会的行動とみなされる。これらの行動は、文化的に影響された価値体系、共感や他者の福祉と権利への関心、社会的地位や評判、直接的または間接的な互恵性への期待、自身が認識する公平性システムへの順守などの利己的または実際的な関心、あるいは利他主義によって動機づけられる可能性がある。ただし、純粋な利他主義の存在については議論があり、これは心理学的というよりも哲学的な議論の領域に入るという主張もある。証拠によれば、向社会性は学校を含む様々な規模の社会集団の幸福にとって中心的な要素である。教室における向社会的行動は、生徒の学習意欲や教室およびより大きなコミュニティへの貢献に重要な影響を与える可能性がある。職場において、向社会的行動はチームの心理的安全性に重要な影響を与え、従業員の援助行動や業務遂行に対して間接的な正の効果をもたらす。共感は向社会的行動を引き出す強力な動機であり、深い進化的起源を持つ。
向社会的行動は、子供と社会にとって有益な特性を育む。それはあらゆる組織の生産性とその組織的規模を向上させることで、多くの有益な機能を支援する。進化心理学者は、向社会的な行動傾向が世代を超えて受け継がれる理由として、向社会的行為に従事した者が示す進化的適応度に基づき、血縁選択理論や包括適応度などの理論を用いる。向社会的行動を促進するには、望ましくない社会的行動を減少または排除する必要もある。
「向社会的行動」という用語は、しばしば子供における望ましい特性の発達と関連付けられるが、この話題に関する文献は1980年代後半以降、成人の行動も含むように拡大している。「向社会的」という用語は世界的な運動に発展し、進化科学を用いて、作業グループから文化全体に至るまでの実世界における向社会的な変化を生み出している。

## 用語の起源
心理学研究者ダニエル・バトソンによると、この用語は「反社会的の対義語として社会科学者によって作られた」という。

## 動機における互恵性と利他主義
最も純粋な形の向社会的行動は、他者を助けることへの利己的でない関心である利他主義によって動機づけられる。心理学教授のジョン・W・サントロックによると、利他主義を引き出す可能性が最も高い状況は、困っている個人への共感、または恩恵を与える者と受ける者との間の密接な関係である。しかし、利他的に見える多くの向社会的行動は、実際には互恵性の規範、つまり恩を恩で返す義務によって動機づけられている。人々は互恵的でないときに罪悪感を感じ、他者が互恵的でないときに怒りを感じることがある。互恵的利他主義は「そのような援助が遺伝的傾向によって駆動される」ことを示唆する。そのため、一部の専門家は利他主義は存在せず、完全に互恵性によって動機づけられていると主張する。共有を含む多くの重要な向社会的行動は、互恵性または利他主義のいずれかによって動機づけられる可能性がある。

## 状況要因と個人要因
向社会的行動は状況要因と個人要因の両方によって媒介される。

### 状況要因
最も一般的な状況要因の1つは傍観者効果の発生である。傍観者効果は、重大な状況において受動的な傍観者が存在する場合に、個人の援助する可能性が低下する現象である。例えば、誰かが混雑した歩道で書類の束を落としたとき、大多数の人々はその人を通り過ぎ続ける可能性が高い。この例は、自動車事故や自然災害などのより緊急性の高い状況にも適用できる。
傍観者介入の決定モデルは、状況において個人が援助を提供するかどうかは、その状況の分析に依存することを指摘した。個人は、状況が自分の援助を必要とするかどうか、援助が個人の責任であるかどうか、そしてどのように援助するかを考慮する。
教授のビブ・ラタネとジョン・M・ダーリーによって提案されたこのモデルは、個人が介入するために必要な5つの事項を説明している：
1. 状況に気付く
2. それを緊急事態として解釈する
3. 責任感を持つ
4. 成功するためのスキルを持っていると信じる
5. 援助する意識的な決定に至る

援助を必要とする状況に存在する個人の数も、援助を提供するかどうかの決定における媒介要因であり、存在する個人が多いほど、認知された個人的責任の低下により、特定の個人が援助を提供する可能性は低くなる。これは責任の拡散として知られ、援助を必要とする人々に対して感じる責任が傍観者の数によって分散される。関係する別の要因は評価懸念であり、これは単に他の傍観者から判断されることへの恐れを指す。最後に、多元的無知も誰かが介入しない原因となる可能性がある。これは、自分で反応する前に他者の反応に依存することを指す。
さらに、心理学教授のジョン・F・ドヴィディオ、ジェーン・アリン・ピリアヴィンらは（1981年）、個人が状況で援助を提供するかどうかを決定する際に、報酬を最大化し、コストを最小化する傾向があることを指摘した。つまり、人々は合理的に自己動機づけられているということである。援助のコストが低い（すなわち、最小限の時間や労力）場合、援助が援助を提供する個人に何らかの形で実際に利益をもたらす場合、そして援助を提供することの報酬が大きい場合に、向社会的行動が発生する可能性が高くなる。援助を提供しないことのコストが大きい場合、特に援助することが個人の利益になる場合、その個人は最も援助する可能性が高い。
また、人々は自分の社会的集団、つまり「内集団」のメンバーを助ける可能性が高い。援助を必要とする個人との共有されたアイデンティティの感覚があれば、利他主義者は援助を提供する可能性が高くなる。これは、自分の集団内の個人への援助行動により多くの時間とエネルギーを配分するためである。他者を自分の「内集団」のメンバーとして認識することは、親密さ、情動的覚醒、そして他者の福祉に対するより高い個人的責任感につながり、これらはすべて向社会的に行動する動機を高める。
研究者らはまた、社会的排除が向社会的行動の発生可能性を低下させることを発見した。教授のジーン・M・トゥエンジらによって実施された7つの実験シリーズ（2007年）において、研究者らは、他の参加者が意図的に彼らを排除したと研究参加者に伝えるか、または後の人生で恐らく一人になるだろうと伝えることによって、社会的包摂または排除を操作した。彼らは、この予備的な社会的排除が向社会的行動を著しく低下させることを発見し、「社会的に排除された人々は学生基金への寄付が少なく、さらなる実験室実験へのボランティアを望まず、事故の後の援助が少なく、他の学生との混合動機ゲームでの協力が少なかった」と指摘した。この効果は、向社会的行動が、再び、自分の集団のメンバーのケアと資源の共有における責任感によって動機づけられるという事実によるものと考えられる。

### 個人要因
個人は、幼少期の学習と社会化に基づいて向社会的に行動するよう促される。オペラント条件付けと社会的学習は、向社会的行動の個別の事例を正の強化をする。例えば知能のような認知能力は、ほぼ常に向社会的な好みと関連している。したがって、援助スキルと他者を援助する習慣的な動機は社会化され、子供たちが周囲の他者を援助するためになぜ援助スキルを使用すべきかを理解するにつれて強化される。
社会的および個人的な基準と理想も、個人が向社会的行動に従事する動機となる。社会的責任規範と社会的互恵性規範は、向社会的に行動する人々を強化する。例として、幼少期に「共有」することで正の強化を受ける子供を考えてみる。向社会的に行動する際、個人は自身の肯定的な自己イメージや個人的理想を強化・維持し、また自身の個人的ニーズを満たすのに役立つ。援助者の状態と援助傾向の相関は、状況に参加する者同士の関係に大きく制限される。
情動的覚醒は、一般的に向社会的行動の重要な動機づけ要因である。バトソン（1987年）の共感-利他主義モデルは、向社会的行動の情動的および動機づけ的要素を検討している。援助を必要とする個人に対して共感を感じることは、援助が提供される可能性を高める。この共感は他者に対する「共感的関心」と呼ばれ、優しさ、思いやり、同情の感情によって特徴づけられる。
協調性は、生来の向社会的動機と最も関連する性格特性であると考えられている。向社会的な思考と感情は、他者に対する責任感、および情動的（感情的）、認知的の両面において共感（「他者指向的共感」）を経験する可能性が高いことと定義される。これらの向社会的な思考と感情は、性格的共感と性格的協調性と相関する。

#### 富
世界人口の90%を代表する76カ国の80,337人を対象とした事前登録された研究において、主観的な富は向社会性のすべての側面と正の相関を示した。客観的な富は、正の互恵性、寄付、ボランティア、見知らぬ人を助けることと正の相関を示したが、信頼とは負の相関を示した。結果は世界中で非常に一貫しており、体系的な変動は見られなかった。

### その他の要因
状況要因と個人的要因に加えて、向社会的行動に影響を与える可能性のあるいくつかのカテゴリー的特徴がある。複数の研究が、向社会的行動と宗教および社会的地位との間の正の関係を示している。さらに、特に若者が思春期に移行する際に、向社会的行動における性差が存在する可能性がある。研究によると、女性と男性の両方が向社会的行動に従事する一方で、女性はより共同的・関係的な向社会的行動に従事する傾向があり、男性はより主体的な向社会的行動に従事する傾向がある。職場での慈善寄付を調査した最近の研究では、性別と民族性の両方の役割を検討した。結果は、女性は男性よりも有意に多く寄付を行い、白人はマイノリティグループよりも有意に多く寄付を行うことを示した。しかし、職場におけるマイノリティの割合は、マイノリティによる職場での慈善寄付と正の相関があった。文化、性別、宗教は、個人およびグループレベルでの向社会的行動を理解する上で重要な要因である。

## 幼児期から思春期前期まで
幼児期の向社会的行動は、しばしば共有と公平性の問題から始まる。12-18ヶ月齢から、子供たちは自分のおもちゃを親に提示したり与えたりする向社会的行動を、称賛を促したり強化されたりすることなく表示し始める。向社会的行動の発達は2歳目を通じて継続し、子供たちは世界に対する道徳的理解を得始める。社会的基準への従順さが重要になるにつれて、子供の向社会的行動を示す能力は強化され、これらの行動の発生と多様性は年齢と認知的成熟度とともに増加する。発達上重要なのは、子供が共有は社会的関係の義務的な部分であり、正誤の問題を含むという信念を発達させたことである。そのため、子供たちは成長とともに、快楽主義的でニーズ志向の推論から、承認への関心がより高まり、視点取得と互恵性の推論のより複雑な認知形態に関与するようになる。さらに、子供の向社会的行動は通常、友人への関心と承認への関心を中心としているのに対し、思春期の若者は罪悪感や肯定的感情などのより抽象的な原則に関する推論を発達させ始める。
親は子供が仲間との相互作用やコミュニケーションに持ち込む例を示すことができるが、親は子供のすべての仲間との交流の場に居合わせるわけではない。公平性の基準の日常的な構築は、子供同士の協力と交渉によって行われる。最近の研究では、微妙な言語的手がかりを用いて自己を喚起すること（例えば、行動を「援助する」と表現するのではなく、誰かを「援助者」と特定すること）は、行動がアイデンティティを反映するという認識を促し、子供の援助行動、つまり向社会的行動を課題全体で有意に増加させることが実証されている。
心理学教授のアメリー・ナンテル-ヴィヴィエらによる別の研究（2009年）では、多情報提供者モデルを使用して、10-15歳のカナダとイタリアの青年における向社会的行動の発達を調査した。彼らの発見によると、思春期前期において、共感と道徳的推論は発達し続けるものの、向社会的行動の発達は停滞期に達する。この発達の変化に関する理論は、より個別化され選択的な向社会的行動の結果であることを示唆している。思春期において、若者はこれらの行動を仲間集団や所属集団に向けるようになる。
以前の分析と一致して、この研究でも思春期前期の女子は同級生の男子と比較して、より高い向社会的行動の傾向を示した。女性の早期成熟は、このような差異の説明となる可能性がある。思春期のタイミングの影響に焦点を当てた最近の研究では、思春期における早期成熟は向社会的行動に肯定的な影響を与えることが分かった。これらの発見は両性に当てはまるが、この研究では男性においてはるかに顕著な効果が見られた。これは、思春期の早期発症が向社会的行動の発達と正の相関を持つことを示唆している。
多くのアメリカ先住民社会において、向社会的行動は学習と子育ての重要な手段として価値付けられている。そのような行動は、熱心な協働的で柔軟な環境において、大人の指導と支援のもと、思いやり、責任、スキルを教えることを目的として貢献するものとして見られている。文化的に価値のある発達目標は、これらの文脈における子どもの参加と不可分に結びついている。また、個人の性格発達に加えて、子供たちが文化的な慣習を学ぶことも有益である。子供たちは大人のリアルタイムの観察と、これらの学習したスキルをコミュニティ内で対話的に実践することを通じて、機能的な生活スキルを学ぶ。

## 教育において
向社会的行動は教育における強力な動機づけとなり得る。それは学生に自分自身と教室を超えた目的を提供するためである。この自己を超えた目的、つまり自己超越は、自分より大きな何かの一部となりたいという人間の生来のニーズである。西洋の学術が伝統的に設計されているような孤立した学習では、学生は教材とその大きな包括的な目的との関連付けに苦労する。この断絶は、学生の学習、動機付け、教育に対する態度を損なう。
教師が教育と社会的学習において向社会的行動のための場を作れば、学生が学んでいることが彼らの住む世界に直接的な影響を与えることを示すことができる。これは相互構成的関係、つまり個人と文化が相互依存的に発展する関係とみなされる。言い換えれば、教室で学生が学んでいることは、より大きな目的に向けた目的と密接に結びつけることができ、学習自体を深めることができる。
イェーガーらによる研究は、学習に対する自己超越的な目的を持つことの効果を検証し、その結果、そのような学習目的は将来の大学中退の減少、高校の数学と科学の成績の向上、そして退屈な課題への持続性につながることを示した。この自己超越的な目的は、退屈な課題への持続性を促すだけでなく、退屈な課題をより有意義で魅力的なものにするのに役立つ可能性がある。
個人の考えや意見は、その人が育った世界によって大きく形作られ、それが今度は、その人がどのような変化を世界にもたらしたいかを決定する。例えば、貧困の中で育った少女がソーシャルワーカーになるケースである。彼女が育った環境は、貧困の仕組みについての認識を与え、それを引き起こす制度に変化をもたらすか、貧困の影響を受けている人々を支援するよう動機づけた。
学校には向社会的な貢献をする機会があまりなく、そのため学校は孤立していて無関係に感じられる。学習に自己超越的な目的を見出すよう学生を励ますことで、他者は学生が学習を楽しみ、コミュニティへの貢献とのつながりを作ることを可能にする。

## 職場において
研究とメタ研究は、向社会的行動と組織の成功的な結果（収益性と株主価値の増加など）との関連を示している。この関連は、労働者と上司の両方の向社会的行動において当てはまる。

## 影響

### メディアプログラミングとビデオゲームの子供への影響
研究によると、異なるタイプのメディアプログラミングが子供の向社会的行動を喚起する可能性があることが示されている。
若者向けチャンネルのニコロデオンやディズニー・チャンネルは、一般視聴者向けの人口統計チャンネルであるA&EやTNTと比較して、利他的行為が著しく多いことが、ある大規模な研究によって示された。この研究では、テレビでランダムに選ばれた1週間における18の異なるチャンネルの番組編成を、2,000以上のエンターテインメント番組を含めて調査した。研究の結果、番組のほぼ4分の3（73パーセント）に少なくとも1つの利他的行為が含まれており、視聴者は平均して1時間あたり約3つの利他的行為を目にしていることが明らかになった。これらの行動の約3分の1は、筋書きの中で明示的に報われており、向社会的行動が肯定的な結果をもたらす可能性があるというメッセージを発信している可能性がある。
この話題に関する別の研究は、ニューヨーク州立大学バッファロー校、アイオワ州立大学、ミネソタ大学ツインシティー校の教授らによって実施された。彼らは、若い男女の向社会的行動におけるメディア接触の役割を調査する目的で、2年間にわたり子供たちを研究した。研究の結論として、メディア接触は向社会的行動に関連する結果を予測できる可能性があることが示された。
その他の実験研究では、向社会的ビデオゲームがプレイヤーの向社会的行動を増加させる可能性があることが示唆されている。ただし、この研究の一部は再現が困難であることが証明されている。しかし、他の研究者たちは、この研究が重要な重複があるにもかかわらずビデオゲームを向社会的/暴力的カテゴリーに誤って二分化する傾向があること、また実験研究における方法論的な欠陥があることを批判している。例えば、ファーガソンとガルザによる研究では、暴力的なビデオゲームへの接触が、オンラインおよび現実世界でのボランティア活動の両方において、向社会的行動の増加と関連していることが分かった。著者らは、これは多くの暴力的ゲームに共通する向社会的テーマや、多くのゲームにおけるチーム指向のプレイによるものかもしれないと推測している。

#### 法制
アメリカ合衆国では、局に子供向けの教育的および向社会的番組を放送させる努力の一環として、1990年に子供向けテレビ法が採択された。これは、放送免許を更新する条件として、チャンネルは子供向けに特別に開発された番組を制作し放送しなければならないと定めている。「子供向けに特別に設計された」の定義が何を意味するのかについての議論の後、1996年にこの曖昧さを是正するためのガイドラインが可決された。

### 芸術
芸術は、社会的絆と結束を強化し、向社会的行動を促進する健康行動に影響を与えるものとして、ますます認識されるようになっている。異なる芸術の影響に関する証拠が現れ始めており、文学、映画、演劇に関する研究が増加している。現在の文献のレビューは、パフォーマンス芸術が共感的関心を引き出す可能性が高く、これはCOVID-19パンデミックの発生などのストレスの多い状況下でより持続的な向社会的行動につながると主張している。特に演劇とバーチャル・リアリティが有望視されている。しかし、向社会的行動を維持する芸術の積極的な役割は、大衆操作と集団間バイアスのリスクを避けるため、倫理的アプローチを統合すべきである。

### 観察
人々は一般的に、私的な環境よりも公的な環境において向社会的に行動する可能性が非常に高い。この発見に関する一つの説明は、認知された地位に関係している。向社会的な個人として公に認められることは、しばしば自己イメージを向上させ、社会集団への包含を考慮される望ましさを高める。他の研究では、人々に観察されているという「錯覚」を与えるだけでも（例えば、「見つめる」人間の目のポスターを掲示することで）、慈善寄付やゴミのポイ捨ての減少などの向社会的行為に大きな変化をもたらすことができることが示されている。人間の目の画像は、非自発的な神経性の視線検出メカニズムを引き起こし、人々を向社会的に行動するように準備させる。向社会的行動には2つの異なる形態がある。通常の向社会的行動は「状況的および社会文化的要求」を必要とする。非通常的な向社会的行動にはそれほど含まれない。これは、一方の形態がより利己的な結果のために使用され、他方はそうでないことを示している。

## 責任と罪悪感の認識
罪悪感は長年、向社会的行動の動機づけとして考えられてきた。2012年にド・フージによって実施された研究の広範なデータは、二次的個人が加害者の被害者に対する損害を修復する場合、加害者の罪悪感、修復意図、および向社会的行動が大幅に減少することを示している。したがって、罪悪感の軽減は、必ずしも自身が取る向社会的行動というよりも、より広く修復的行動と関連している可能性がある。

## ソーシャルメディアの影響
グローバルなソーシャルメディアの使用は、特に青年期のソーシャルメディアユーザーの間で増加している。ソーシャルメディアの否定的影響は科学研究の大きな焦点となってきた。しかし、ソーシャルメディアはオンラインとオフラインの両方で向社会的行動の触媒ともなり得る。ソーシャルメディアは意識を広める最も新しい顕著な方法の1つである。エレイジャーズらはオンラインの向社会的行動を「特定の他者に利益をもたらすことや他者との調和的な関係を促進することを意図して、電子的な文脈で行われる自発的な行動」と定義している。オンラインの向社会的行動の例には、特定の目的のための電子的な寄付金や、自然災害時などにおける情報とリソースの共有が含まれる。
自然災害時のオンライン向社会的行動の一例は、日本沿岸での2011年東北地方太平洋沖地震と津波の後の救援活動である。この時、ユーザーはFacebookとTwitterを通じて、ソーシャルネットワークを介して金銭的および感情的な支援を提供した。日本への直接の寄付はFacebookの赤十字社ファンページや、GrouponやLivingSocialなどのオンラインディスカウントサイトを通じて可能であった。

## 気分と感情との関係
気分と向社会的行動は密接に関連している。人々はしばしば「気分が良いと良いことをする」という現象を経験し、良い気分は援助行動を増加させる。良い気分は他者の「良い」面を見ることを助け、自身の良い気分を持続させる。例えば、気分と仕事の行動は頻繁に研究で検討されており、研究では職場での良い気分は、より肯定的な仕事関連の行動（同僚の援助など）と関連していることが示されている。同様に、向社会的行動は肯定的な気分を増加させる。複数の研究が、ボランティアやその他の向社会的行動の自尊心、生活満足度、および全体的な精神的健康への利点を示している。
また、否定的な気分も向社会的行動に影響を与える可能性がある。研究によると、罪悪感はしばしば向社会的行動につながるが、恐怖などの他の否定的な気分状態は、同じような向社会的行動にはつながらないことが示されている。
最近のパイロット研究では、社会不安を持つ若年成人における向社会的行動（親切な行為）を増加させる介入が、参加者のポジティブな感情を増加させ、社会不安を減少させるかどうかを検討した。4週間の親切な行為介入にランダムに割り当てられた参加者は、4週間の期間中、週2回、1日3つの親切な行為に従事するよう指示され、介入終了時に自己報告によるポジティブな気分の向上と関係性への満足度の向上を示した。この介入は、向社会的行動が気分と精神的健康を改善する上で有益である可能性のある方法を示している。
2020年のフイらによるメタ分析は、約20万人の参加者を含む126の先行研究を調査し、高齢の隣人が食料品を運ぶのを手伝うなどの自発的な向社会的行動の事例は、事前に予定された時間にチャリティーにボランティアとして参加するなどのより形式的な向社会的行動の事例よりも、幸福感に対してより強い肯定的な効果があることを発見した。
他の研究は、感謝などのポジティブな感情を育むことも向社会的行動を促進する可能性があることを示唆している。バートレットとデステノによる研究は、感謝が受益者を支援する努力を増加させる能力を検討し、そのような努力が負担となる（すなわち、快楽的に否定的な）場合でも、感謝が受益者を支援する努力を増加させ、この増加は単なる一般的なポジティブな感情状態からの努力とは質的に異なることを実証した。また、感謝は親密な社会的つながりだけでなく、見知らぬ人への援助も増加させることを示した。畏敬は、寛大さと向社会的行動を促進することと密接に関連付けられている別のポジティブな感情状態である。ピフらは、経済的および倫理的意思決定ゲームを用いてこの現象を研究し、「人々が畏敬を経験するとき、彼らは本当にその経験を他者と共有したいと願い、それが特に伝染性のある要素を持っていることを示唆している...畏敬は人々を結びつける—人々がポジティブな経験を互いに集団的に共有したいと思わせることによって」と説明している。

## サイコパシーと向社会的行動の欠如
1941年、ハーヴェイ・クレックリーは、サイコパシーを、個人が当初は知的で魅力的で親切にさえ見えるが、実際には自己中心的で誇大性、衝動的な障害として説明した。彼は、気まぐれに家族を置いて国中を賭博、飲酒、喧嘩をしながら巡り歩き、その後帰宅して何も異常がなかったかのように振る舞う個人について記述した。
現在、サイコパシーは不安、恐怖、社会的親密さの減少、ならびに衝動性、操作性、対人的支配性、攻撃性の増加によって特徴づけられるパーソナリティ障害として説明されている。これらの特徴は、高率の物質乱用、連続的な短期的関係、および様々な形態の犯罪行為を含む多数の種類の反社会的行動につながる。
しかし、サイコパシーに関する一般的な誤解の1つは、全てのサイコパスがシリアルキラーや他の凶悪な犯罪者だということである。実際には、多くの研究者は犯罪行為をこの障害の基準とは考えていないが、この障害における犯罪性の役割は強く議論されている。さらに、サイコパシーは、カテゴリー的な障害ではなく、通常の範囲のパーソナリティ特性の一つの極端として次元的な構成概念として研究されている。
サイコパシーにおける向社会的行動の欠如に関して、文献ではいくつかの理論が提案されている。1つの理論は、サイコパスが他者の恐怖、特に恐怖の表情を認識する能力の欠陥のために、より少ない向社会的行動（逆により多くの反社会的行動）に従事するということを示唆している。自分の行動が他者に苦痛を与えていることを認識できないため、彼らは自分に利益をもたらす何らかの目標を達成するためにその行動を続ける。第二の理論は、サイコパスが「利他的処罰」の感覚を持っているとし、何らかの形で自分が害を受けることになっても他者を罰する意志があるとしている。また、進化論的理論も提案されており、サイコパスの向社会的行動の欠如は、子孫に対する責任を軽減しながらより多くの遺伝子を広めることを可能にする適応的な交配戦略であるとしている。最後に、いくつかの状況においてサイコパスの行動は反社会的ではなく、むしろ他の個人よりも功利主義的である可能性があるという証拠もある。最近の研究で、バーテルズとピザロ（2011）は、トロッコ問題などの伝統的な道徳的ジレンマに関する決定を行う際、サイコパシー特性の高い個人は実際により功利主義的な（したがってある見方ではより道徳的な）選択をすることを発見した。この発見は特に興味深い。なぜなら、しばしば不道徳あるいは邪悪とさえ考えられているサイコパスが、実際には非サイコパスよりも良い道徳的決定を下す可能性があることを示唆しているからである。この研究の著者らは、サイコパシー特性の高い個人は感情の影響を受けにくく、したがってより「数学的な」決定を下し、死者数が最も少なくなる選択肢を選ぶと結論付けている。
上記の理論は包括的なリストとして意図されているのではなく、むしろサイコパスが社会的相互作用へのアプローチにおいてどのように異なるかについての感覚を提供することを意図している。ほとんどの心理学的/社会的現象と同様に、サイコパスの向社会的行動の欠如につながるのは、これらの要因の組み合わせである可能性が高い。これらの個々の欠陥のいずれかの因果的性質、およびこれらの個人がより向社会的な行動パターンを発達させるのを助ける方法があるかどうかを決定するためには、さらなる研究が必要である。

## 援助者の高揚
心理学者は、他者を援助することがオキシトシンなどの「気分の良い」神経伝達物質を産生し、他の快感を伴う活動と同様に、ボランティア活動、寄付、向社会的に振る舞う行為は依存性を持つ可能性がある（温かい光の寄付）ことを示している。
このような原理は、ヘルパーセラピーの概念を通じて活用されており、他者を援助することから治療的利益が得られる。地域保健従事者は、向社会的な職業を通じて、自己に対する肯定的な感情、帰属意識、価値ある仕事の経験、健康情報とスキルへのアクセスといったヘルパーの利益を得ることが分かっており、これはこの職種に固有のさまざまなストレス要因に対するバッファーとなる可能性がある。
さらに、ヘルパーセラピーは自殺念慮を経験している苦悩する青年にとっても非常に有益である可能性がある。研究によると、援助を求める若者がオンラインコミュニティフォーラムを利用する場合、援助を求める者はしばしば他の援助を求める者へのサポートを提供し始め、うつ病と共に闘う互恵的な向社会的コミュニティを発展させることが示されている。

## 向社会的反体制
ステファノ・パッシーニとダヴィデ・モルセッリは、集団はそのシステム、基盤、要求が正当なものとみなされる限り、権威に従うと主張する。パッシーニとモルセッリは、破壊的とみなす反社会的不服従と、建設的とみなす向社会的不服従を区別する。「不服従は、社会全体のため、そのすべての異なるレベルと集団を含めて行われる場合に向社会的となる。対照的に、反社会的不服従は、主に個人の権利を獲得するために、自分の集団のために行われる。」反社会的反体制と向社会的反体制の主な違いは、権威との関係方法にある。反社会的反体制者は権威を拒否し、その規範と法律に従わないが、向社会的反体制者は秩序を維持する上で社会の法律が果たす重要な役割を理解しつつ、権威的推論の欠陥も認識し対処する。向社会的抗議は、肯定的な方法で見られた場合、一般市民の自由と平等を増加させ、民主的制度を改善することができる。

## 労働市場の成果
最近の科学的研究は、ボランティア活動を行う個人が、採用機会と賃金の点でより良い労働市場の成果を得ることを示している。